# جامعة ولاية فلوريدا
جامعة ولاية فلوريدا (بالإنجليزية: Florida State University)‏، هي جامعة بحثية عامة في تالاهاسي في فلوريدا. وهي عضو بارز في نظام جامعة ولاية فلوريدا [الإنجليزية]. تأسست عام 1851 وتقع في أقدم موقع مستمر للتعليم العالي في ولاية فلوريدا.
تضم الجامعة 16 كلية منفصلة وأكثر من 110 مركز ومنشأة ومختبر ومعهد تقدم أكثر من 360 برنامجًا للدراسة بما في ذلك برامج المدارس المهنية. في عام 2021 ، التحق بالجامعة 45493 طالبًا من جميع الولايات الخمسين و130 دولة. يقع المختبر الوطني للحقل المغناطيسي العالي (وهو المختبر الوطني الوحيد في ولاية فلوريدا) في الحرم الجامعي حيث تم فيه تطوير دواء تاكسول القابل للتطبيق تجاريًا لمكافحة السرطان. تدير جامعة ولاية فلوريدا أيضًا متحف جون ومابل رينغلينغ للفنون [الإنجليزية] ومتحف الولاية للفنون في فلوريدا وواحد من أكبر مجمعات المتاحف / الجامعات في البلاد. الجامعة معتمدة من قبل الرابطة الجنوبية للكليات والمدارس [الإنجليزية](SACS).